# Михля
Михля (укр. Михля) — село в Изяславском районе Хмельницкой области Украины.
Население по переписи 2001 года составляло 959 человек. Почтовый индекс — 30324. Телефонный код — 3852. Занимает площадь 0,286 км². Код КОАТУУ — 6822183602.

## Местный совет
30324, Хмельницкая обл., Изяславский р-н, с. Лютарка, ул. Пионерская, 1